# Skok s palico
Skok s palico je atletska disciplina, pri kateri si skakalec z dolgo, upogljivo palico (ki je danes narejena iz trde plastike ali ogljikovih vlaken) pomaga pri preskoku letvice. Skok s palico so poznali že stari Grki, Krečani in Kelti. Skok s palico je olimpijska disciplina od leta 1896 za moške in od 2000 za ženske.

## Zgodovina
Palice so ljudje uporabljali kot praktičen pripomočke za preskakovanje naravnih ovir v močvirnatih področjih, kot so Frizija na Nizozemskem ter področja ob obali Severnega morja in na vzhodu Anglije. Umetno črpanje teh močvirij je ustvarilo omrežje prepletajočih se kanalov. Da bi jih prečkali, ne da bi se zmočili, in se izognili dolgim obhodom do mostov, je bilo pri vsaki hiši nekaj palic za skok čez kanal. Beneški gondolirji tradicionalno uporabljajo lesene palice za premikanje proti obali.
Tekmovanja v skoku v daljino s palico se tradicionalno odvijajo v nižjih predelih okoli Severnega morja. Cilj tega tekmovanja ni skok v višino, temveč v daljino.
Eno izmed prvih tekmovanj v skoku s palico, kjer je bila merjena višina, je bilo v Ulverstonskem nogometnem in kriketskem klubu leta 1843. Moderna tekmovanja so se začela okoli leta 1850 v Nemčiji, ko je bil skok s palico dodan kot vaja v turnerskih klubih, ki sta ga vodila Johann Christoph Friedrich GutsMuths in Frederich L. Jahn. Moderna tehnika skoka je bila razvita v ZDA konec 19. stoletja. V Združenem kraljestvu je bila prvič uporabljena na kaledonijskih igrah.
Sprva so bila palice narejene iz trdih materialov, kot sta bambus ali aluminij. Prve upogljive palice so bile narejene iz kompozitnih materialov, kot so steklena vlakna ali ogljikova vlakna, ki so pomagali skakalcem skočiti višje . Za dober skok so odločilne tako fizične veščine (hitrost, okretnost) kot tehnika skoka. Cilj skakanja s palico je preskočiti letvico, ki jo podpirata dve stojali, ne da bi jo pri tem podrli.

## Moderno skakanje s palico
Danes, atleti tekmujejo v skoku s palico, kot eden izmed štirih skakalnih dogodkov v atletiki. Ker sta skok v višino in skok s palico oba vertikalna skoka, so tekmovanja izpeljana podobno. Vsak skakalec lahko izbere, na kateri višini bo začel tekmovanje. Ko se prijavijo, imajo tri poskuse, da preskočijo višino. Če višino preskoči, skakalec nadaljuje na naslednjo višino, kjer ima še tri poskuse. Ko skakalec trikrat ne preskoči letvice, izpade iz tekmovanja in se mu upošteva najvišja preskočena višina. "Nula", pogosteje uporabljen izraz "Ni preskočil", pomeni, da skakalec ni preskočil letvice na kateri koli višini na tekmovanju.
Ko se skakalec prijavi, lahko izbira začetno višino. Če skakalec ne preskoči višine v prvem poskusu, lahko preide na naslednjo višino, kjer ima le še dva poskusa v nasprotju z običajnimi tremi. Podobno se zgodi, če skakalec dvakrat ne preskoči višine; v tem primeru lahko izpusti to višino in preide na drugo, pri kateri ima samo še en poskus, kar so skupno trije poskusi.
Tekmovalec, ki preskoči najvišjo višino, je zmagovalec. Če dva skakalca preskočita isto višino, se šteje število poprav na tisti višini. Če pa imata skakalca isto število poprav na zadnji višini, se šteje skupno število poprav na tekmovanju.
Če pa je prvo mesto še zmeraj izenačeno, se zgodijo ponovni skoki. Skoki se ob tem štejejo veljavni in se upoštevaju pri zapisniku, kot v normalnem tekmovanju.
Če je še zmeraj izenačenje, dodatni skoki po navadi ne pridejo v poštev, razen če so tekmovanje kvalifikacije. V tem primeru se izvedejo administrativni dodatni skoki, ampak tej skoki niso upoštevani kot uradni ampak nimajo drugega namena kot razrešiti izenačenje.
Dodatni skoki so kot zlati gol pri nogometu, pri katerem skakalca poskušata preskočiti isto višino, začenši z zadnjo najvišjo višino. Če nobeden od skakalcev te višine ne preskoči, se letvica spusti za nekaj centimetrov, če pa oba preskočiti, se letvica dvigne za nekaj centimetrov. Dodatni skoki se končajo, ko eden preskoči in drugi podre. Vsak skakalec ima en poskus na vsaki višini dokler en preskoči in drug ne.
Oprema in pravila pri skoku s palico so podobna kot pri skoku v višino. Kakorkoli, pri skoku s palico si lahko skakalec izbere horizontalno postavitev letvice pri vsakem skoku in ji lahko spremeni globino, za luknjo; železna luknja v katero se postavi palica pred odrivom. Globina katero lahko tekmovalec določi je omejena s stopnjo tekmovanja.
Če palica s katero skakalec skače premakne letvico iz stojal, se to šteje kot poprava čeprav tekmovalec preskoči višino. Skakalec nima koristi če se hitro odmakne iz blazin preden letvica pade. Izjema temu pravilu je če tekmovalec skače zunaj in preskoči višino, ampak veter odpihne palico v letvico in jo podre; to se šteje kot veljaven skok. To odločitev sprejme sodnik za skok s palico. Če se palica zlomi med skokom, se šteje kot napaka v opremi, se skok ne zabeleži. Druge napake opreme so če se stojala prevrnejo ali če veter premakne letvico iz stojal brez, da bi se skakalec dotaknil letvice.
Vsak skakalec ima omejen čas v katerem mora izvedeti poskus. Količina časa je različna glede na raven tekmovanja in število skakalcev, ki so še ostali. Če skakalec ne skoči v določenem času, dobi skakalec opozorilo in poskus se šteje kot neveljaven.
Palice so izdelane z ocenami primernim za skakalčevo težo. Nekatere organizaacije prepovedujejo da bi skakalci skakali s palicami pod ocenjeno težo iz previdnosti. Priporočljiva teža je izračunana s stopnjo "fleksa" ali raztezljivosti, ki je določena s strani proizvajalca s količino povzročenega pritiska na palico (najpogosteje 22.7 kg ali 50 funtov) in nato izmerijo za koliko se je sredina palice odmaknila od prvotnega položaja. Tudi če sta dve palice isto težke ni nujno da so iste upogljivosti.
Ker so dolžina in upogljivost palice pomembna faktorja v rezultatu skakalca in mu ustrezajo, ni pogosto da profesionalen skakalec s sabo nosi več kot 10 palic na tekmovanje. Obnašanje palice se lahko spremeni s prijemom palice višje ali nižje pod vrhom palice. Leva in desna dlan sta po navadi narazen za malo več kot širina ramen. Palice so narejene za ljudi različnih stopenj znanja in velikosti teles, ki so lahko kratke tudi do 3.05 m in dolge do 5.30 m, z obširno izbiro glede na težo. Vsak proizvajalec odredi maksimalno težo in višino najvišjega prijema.

## Tehnologija skoka s palico
Tekmovalen skok s palico se je začel z uporabo jesenovih palic. Z višanjem višin , so palicam iz bambusa dodali aluminij, ki je bil zožen na vsakem koncu. Današnji skakalci raje uporabljajo palice ki so narejene iz trakov fiberglasa, ki vsebuje smolo okoli železne palice, ki so že na začetku upognjene da skakalec lažje upogne palico pri odrivu. Oblika in količina trakov iz fibergalsa je skrbno načrtovana za želeno dolžino in trdoto palice. Palice so narajene iz različnih fiberglasov , vključno z ogljikovimi vlakni, da bi omogočile skakalcu večje višine. V zadnjih letih se ogljikovim vlaknom dodaja E-steklo in S-steklo materiali, da bi naredili palico lažjo.
Kot pri skoku v višino, so skakalci na začetku padali na noge v pesek ali kup žagovine. Ko je tehnologija omogočila višje skoke, se je pesek zamenjal z vrečami spužve. Današnje blazine so po navadi 1-1.5m debele. Blazine so tudi širše in daljše, da bi se preprečila verjetnost nesreče. Pravilna tehnika pristajanja je na hrbet ali ramena. Pristajanja na noge se naj bi izogibali, da bi zmanjšali možnost poškodbe nižjega dela noge, še posebej gležnjev.
Rezultat spremembe pravil so večje blazine in dodatne podlage navseh trdih mestih.
Letvica se je razvila iz trikotne aluminijske letvice v okroglo letvico iz fiberglasa z gumjastimi konci. Ti so postavljeni na stojalih in jih skakalec lahko zbije iz stojal. Po pravilih moraj imeti letvice, ki so polkrožne na koncu majhno svinčeno utež v letvici.

## Faze skoka s palico
Čeprav obstaja veliko tehnik v uporabi, odvisnih od stopnje znanja skakalca, je najbolj pravilna in uporabljena tehnika, ki je po fazah navedena spodaj:

#### Zalet
Med zaletom skakalec priteče po stezi, da doseže najvišjo hitrost in pravilen položaj za odriv. Profesionalni skakalci imajo lahko zalet tudi 18 do 22 korakov dolg. Na začetku zaleta ima skakalec palico po navadi navpično, in jo počasi spušča medtem ko se približuje luknji. Tako skakalec zmanjša težo palice. Hitreje kot skakalec teče skakalec in boljši je njegov odriv, lahko ustvari večjo potencialno energijo, ki jo uporabi, da se postavi v stojo. Pogosto je da skakalci povečujejo hitrost med zaletom in dosežejo njihovo največjo hitrost pri odrivu. Skakalci povečajo frekvenco korakov s tem, da dvigujejo noge do vodoravnega položaja kot tekači na kratke proge. Za razliko od tekov na kratke proge kot je tek na 100 m, kjer so tekači nagnjeni naprej da dosežejo večjo hitrost, morajo skakalci ohraniti pokončno držo skozi cel zalet, zato da lahko kljubujejo teži palice.

#### Vbod in odriv
Vbod palice in odriv se po navadi začneta tri korake pred zadnjim korakom. Skakalci si bodo (po navadi) prešteli svoje korake od točke zaleta do luknje s štetjem dolgih korakov na vsako levo nogo (enako-obratno za levičarje) le da morajo začeti z drugo nogo. Primer: skakalec pri zaletu iz desetih korakov bi štel vsak korak leve noge le zadnji trije so izjema kjer mora šteti vse tri korake. Ti zadnji trije koraki so po navadi hitrejši kot prejšnji. Cilj te faze je učinkovito prenesti kinetično energijo, ki jo dobimo iz teka v potencialno energijo, ki se shrani v palici ki se potem izproži in pomaga skakalcu dobiti višino. Vbod se zažne ko skakalec dvigne svoje roke iz bokov do iztegnjenega položaja nad njegovo glavo in ima iztegnjeno levo in desno roko. Obenem skakalec nacilja in zasadi palico v luknjo. Pri zadnjem koraku se skakalec odrine s svojo odrivno nogo, ki naj bi bila zmeraj ravna, in potisne koleno druge noge naprej. Ko palica zdrsi do konca luknje, se začne ta upogibati in ponese skakalca naprej in gor, ki ima nogo še zmeraj pod kotom in za njegovim trupom.

#### Zamah
Zamah je ko palcaš zamahne s svojo odrivno nogo naprej in potiska levo roko naprej, medtem ko poskuša obdržati ravno nogo, ko pa so roke enkrat v obliki črke "U" leva roka ostane iztegnjena, da bi skakalec lahko izkoristil največ iz palice. To povzroči, dvojno nihalno gibanje, ko se vrh palice giba naprej in se obrača iz luknje, medtem ko skakalec naredi drugo nihalno gibanje z obračanjem desne roke. Rezultat je še več potencialne energije ki se shrani v palico, in ki je potem uporabljena v nadaljnjih fazah. Zamah se nadaljuje dokler niso boki nad glavo in roke vlečejo palico k prsim; iz tam lahko skakalec "izstreli" svoje noge čez letvico s tem da ima palico blizu telesa.

#### Drugačne metode zamaha
Še ena oblika zamaha se imenuje sonožni zamah. Po normalnem odrivu, skakalec pusti da mu odrivna noga pada k drugi nogi in zamahne z obema nogama hkrati. S tem je teža skakalčevega dolnjega dela telesa odmaknjena dlje od rotacijske osi, zaradi česa je težje narediti zamah z večjo hitrostjo kot pri zamahu z eno nogo. Iz istega razloga, bo skakalec s stalno rotacijsko hitrostjo naložil več energije na palico s sonožnim zamahom kot pa pri zamahu z eno nogo. Zaradi počasnješega zamaha se je skakalcu težje postaviti v gnezdo. Sonožni zamah običajno ni običajen, vendar pa je francoski skakalec s palic Jean Galfione odlično prikazal sonožni zamah in se z njim vpisal v klub 6-metrašev.
Tretja oblika zamaha se imenuje "tuck and shoot". To pomeni da skakalec potisne obe nogi k prsom namesto da bi imel odrivno nogo iztegnjeno. To ima ravno obraten učinek od sonožnega zamaha;skrajša pot spodnjega dela telesa po rotacijski osi, s tem je zamah hitrejši, ampak palica ne dobi toliko energije v sebe, ki se potem spremeni potisk skakalca v višave. Zato ker je pri krajši rotacijski osi težje uporabljati večje palice kot pri daljši, "tuck and shoot" tudi ni uveljavljena metoda. To metodo je uporabljal bivši Ameriški rekorder Jeff Hartwig.

#### Iztez
Iztez se nanaša na položaj ko so boki obrnjeni navzgor z iztegnjenimi nogami, medtem ko ramena potiskajo dol kar pomeni, da je skakalec z nogami obrnjen proti nebu. Tej poziciji se včasih tudi reče preobrat. Medtem ko se ta faza izvaja, palica začne oddajati svojo energijo ko se izteza in s tem potiska skakalca navzgor. Roke skakalca ostajajo blizu njegovega telesa ko se pomaknejo pod boke in zgornji del trupa.

#### Obrat
Obrat je izveden takoj ali celo pred koncem izteza. Kot nam ime pove, se skakalec obrne za 180° stopinj proti palici medtem ko izteza svoje roke zraven glave in ramen. Običajno skakalec začne premikati svoje telo proti letvici, ko se že obrne, čeprav bo skakalec idealno ostal kolikor pokončen se le da. Bolj natančen opis te faze bi bil rotacija zato ker se skakalec rotira okoli navidezne osi iz glave do pet.

#### Odriv od palice
To je običajno zelo občudovana faza gledalcev in začetnih skakalcev, čeprav je ena izmed najlažjih faz skoka in je rezultat prejšnih faz. To fazo v glavnem sestavlja odriv skakalca od palice in odriv palice stran od letvice, da je ne bi podrla. Medtem ko njegovo telo gre čez in okoli letvice, je skakalec obrnjen proti njej. Obračanje telesa nad letvico se zgodi avtomatično in njegova glavna skrb je da se s telesom, rokami ali kakšnimi drugimi okončinami ne bi dotaknil letvice. Skakalec bi moral pristati blizu sredine blazine obrnjen s trebuhom navzgor.

## Terminologija
Naslednje fraze, ki so pogosto uporabljene v svetu skoka s palico:
- Letvica: To je horizontalna prečka, ki stoji na stojalih in označuje višino skoka.
- Luknja: To je trapezno oblikovana luknja v tleh, ki je oblečena z železno ali plastično lupino v katero skakalec vbode palico. Stena luknje je skoraj navpična in visoka približno 20 centimetrov. Dno luknje postaja postopoma globlje do dolžine 1 metra. Železna ali plastična prevleka omogoča da palica zdrsi do konca luknje, brez da bi se vmes ustavila. Rob luknje sega tudi na stezo, da omogoči gladek prehod pri vbodu brez zatikanje.
- Odrivna noga: Noga s katero se v fazi odriva odrinemo.
- Prijem: Položaj skakalčeve zgornje roke na palici. Ko se skakalec izboljša se tudi položaj njegovega prijema postopoma poviša. Druga roka je po navadi za širino ramen nižje od zgornje roke. Prijem čistu na vrhu palice ni dovoljen iz varnostnih razlogov.
- Blazine: Mehka podlaga, ki ublaži padec.
- Odrivni položaj: To je položaj v trenutku ko je skakalec porinil palico do konca luknje in je tik pred odrivom.
- Palica: Podolgovat okrogel predmet iz fiberglasa, ki ga skakalec uporablja za preskok čez letvico. Ena stran je trša od druge, zato da olajša upogibanje palice.
- Stojala: Oprema, ki drži letvico, določeno višino nad tlemi. S stojali lahko nastavimo višino letvice in tudi globino stojal.
- Koraki: Zato ker je luknja fiksna, morajo palcaši prilagoditi svoj zalet tako, da ga lahko pretečejo in se odrinejo brez težav.
- Volzanje: Metoda, ki drži letvico na stojalih medtem ko skakalec leti čez letvico. To zahteva določeno veščino, čeprav je zdaj prepovedana in se šteje kot neveljaven poskus. Tehnika je poimenovana po ameriškem olimpijcu Davu Volzu, ki je iz tega naredil umetnost in se presenetljivo uvrstil v ameriško olimpijsko ekipa leta 1992.

## Klub 6-metrašev
Tako imenovan klub 6-metrašev sestavljajo skakalci, ki so preskočili vsaj 6 metrov na uradnih tekmah. Leta 1985 je Sergej Bubka postal prvi skakalec, ki je preskočil 6 metrov; postavil je tudi svetovni rekord na prostem, ki je 6,14 metrov, postavljen 28. julija 1994 v Sestrieru. Leta 2014 je Francoz Renaud Lavillenie s preskokom 6,16 metrov postavil nov svetovni dvoranski rekord; pred tem je bil rekord skok prek 6,14 metrov, ki ga je leta 1993 dosegel Bubka.
Vsi člani »kluba 6-metrašev« so moški. Edina ženska, ki je kdajkoli preskočila 5 metrov, je Jelena Isinbajeva, ki je dosegla to višino leta 2005 in je podrla svetovni rekord skupno 27-krat s trenutnim rekordom 5,06 metra doseženim leta 2009 v Zűrichu.
| Ime skakalca        | Država                     | Rekord zunaj | Dvoranski rekord | Leto, ko je prvič preskočil 6 metrov |
| ------------------- | -------------------------- | ------------ | ---------------- | ------------------------------------ |
| Sergej Bubka        | Sovjetska zveza / Ukrajina | 6,14 m       | 6,15 m           | 1985                                 |
| Rodion Gataullin    | Sovjetska zveza / Rusija   | 6,00 m       | 6,02 m           | 1989                                 |
| Okkert Brits        | Južna Afrika               | 6,03 m       |                  | 1995                                 |
| Igor Trandenkov     | Rusija                     | 6,01 m       |                  | 1996                                 |
| Tim Lobinger        | Nemčija                    | 6,00 m       |                  | 1997                                 |
| Maksim Tarasov      | Rusija                     | 6,05 m       | 6,00 m           | 1997                                 |
| Dmitri Markov       | Avstralija                 | 6,05 m       |                  | 1998                                 |
| Jeff Hartwig        | ZDA                        | 6,03 m       | 6,02 m           | 1998                                 |
| Jean Galfione       | Francija                   |              | 6,00 m           | 1999                                 |
| Danny Ecker         | Nemčija                    |              | 6,00 m           | 2001                                 |
| Timothy Mack        | ZDA                        | 6,01 m       |                  | 2004                                 |
| Toby Stevenson      | ZDA                        | 6,00 m       |                  | 2004                                 |
| Paul Burgess        | Avstralija                 | 6,00 m       |                  | 2005                                 |
| Brad Walker         | ZDA                        | 6,04 m       |                  | 2006                                 |
| Steven Hooker       | Avstralija                 | 6,00 m       | 6,06 m           | 2008                                 |
| Jevgenij Lukjanenko | Rusija                     | 6,01 m       |                  | 2008                                 |
| Renaud Lavillenie   | Francija                   | 6,01 m       | 6,16 m           | 2009                                 |

## Dosežki sezone

### Moški (zunaj)
| Leto | Višina | Skakalec                                      | Mesto         |
| ---- | ------ | --------------------------------------------- | ------------- |
| 1970 | 5,49   | Christos Papanikolaou (GRE)                   | Atene         |
| 1971 | 5,43   | Kjell Isaksson (SWE)                          | Siena         |
| 1972 | 5,63   | Bob Seagren (USA)                             | Eugene        |
| 1973 | 5,49   | Steven Smith (ZDA)                            | New York      |
| 1974 | 5,53   | Steve Smith (ZDA)                             | Pocatello     |
| 1975 | 5,65   | Dave Roberts (ZDA)                            | Gainesville   |
| 1976 | 5,70   | Dave Roberts (ZDA)                            | Eugene        |
| 1977 | 5,66   | Wladyslaw Kozakiewicz (POL)                   | Varšava       |
| 1978 | 5,71   | Mike Tully (ZDA)                              | Corvallis     |
| 1979 | 5,65   | Patrick Abada (FRA) · Philippe Houvion (FRA)  | Pariz         |
| 1980 | 5,78   | Wladyslaw Kozakiewicz (POL)                   | Moskva        |
| 1981 | 5,81   | Vladimir Polyakov (ZSSR)                      | Tbilisi       |
| 1982 | 5,75   | Dave Volz (ZDA) · Jean-Michel Bellot (FRA)    | Nica Colombes |
| 1983 | 5,83   | Thierry Vigneron (FRA)                        | Rim           |
| 1984 | 5,94   | Sergej Bubka (ZSSR)                           | Rim           |
| 1985 | 6,00   | Sergej Bubka (ZSSR)                           | Pariz         |
| 1986 | 6,01   | Sergej Bubka (ZSSR)                           | Moskva        |
| 1987 | 6,03   | Sergej Bubka (ZSSR)                           | Praga         |
| 1988 | 6,06   | Sergej Bubka (ZSSR)                           | Nica          |
| 1989 | 6,00   | Sergej Bubka (ZSSR) · Rodion Gataullin (ZSSR) | Doneck Tokio  |
| 1990 | 5,92   | Rodion Gataullin (ZSSR)                       | Seattle       |
| 1991 | 6,10   | Sergej Bubka (ZSSR)                           | Malmö         |
| 1992 | 6,13   | Sergej Bubka (UKR)                            | Tokio         |
| 1993 | 6,05   | Sergej Bubka (UKR)                            | London        |
| 1994 | 6,14   | Sergej Bubka (UKR)                            | Sestriere     |
| 1995 | 6,03   | Okkert Brits (JAR)                            | Köln          |
| 1996 | 6,02   | Sergej Bubka (UKR)                            | Atlanta       |
| 1997 | 6,05   | Sergej Bubka (UKR)                            | Fukuoka       |
| 1998 | 6,01   | Jeff Hartwig (USA)                            | Uniondale     |
| 1999 | 6,05   | Maxim Tarasov (RUS)                           | Atene         |
| 2000 | 6,03   | Jeff Hartwig (ZDA)                            | Jonesboro     |
| 2001 | 6,05   | Dmitriy Markov (AUS)                          | Edmonton      |
| 2002 | 5,90   | Jeff Hartwig (ZDA) · Tim Lobinger (GER)       | Atene         |
| 2003 | 5,95   | Romain Mesnil (FRA)                           | Castres       |
| 2004 | 6,01   | Timothy Mack (ZDA)                            | Monako        |
| 2005 | 6,00   | Paul Burgess (AUS)                            | Perth         |
| 2006 | 6,00   | Brad Walker (ZDA)                             | Jockgrim      |
| 2007 | 5,95   | Brad Walker (ZDA)                             | Brisbane      |
| 2008 | 6,04   | Brad Walker (ZDA)                             | Eugene        |
| 2009 | 6,01   | Renaud Lavillenie (FRA)                       | Leiria        |
| 2010 | 5,95   | Steven Hooker (AUS)                           | Split         |
| 2011 | 5,90   | Paweł Wojciechowski (POL)                     | Daegu         |

### Ženski (zunaj)
| Leto | Višina | Skakalka                                | Mesto          |
| ---- | ------ | --------------------------------------- | -------------- |
| 1991 | 4,05   | Džang Čundžen (CHN)                     | Guangdžov      |
| 1992 | 4,05   | Sun Cajun (CHN)                         | Nanking        |
| 1993 | 4,11   | Sun Cajun (CHN)                         | Guangdžov      |
| 1994 | 4,12   | Sun Cajun (CHN)                         | Guangdžov      |
| 1995 | 4,28   | Emma George (AUS)                       | Perth          |
| 1996 | 4,45   | Emma George (AUS)                       | Saporo         |
| 1997 | 4,55   | Emma George (AUS)                       | Melbourne      |
| 1998 | 4,59   | Emma George (AUS)                       | Brisbane       |
| 1999 | 4,60   | Emma George (AUS) · Stacy Dragila (ZDA) | Sydney Seville |
| 2000 | 4,63   | Stacy Dragila (ZDA)                     | Sacramento     |
| 2001 | 4,81   | Stacy Dragila (ZDA)                     | Palo Alto      |
| 2002 | 4,78   | Svetlana Feofanova (RUS)                | Stockholm      |
| 2003 | 4,82   | Jelena Isinbajeva (RUS)                 | Gateshead      |
| 2004 | 4,92   | Jelena Isinbajeva (RUS)                 | Bruselj        |
| 2005 | 5,01   | Jelena Isinbajeva (RUS)                 | Helsinki       |
| 2006 | 4,91   | Jelena Isinbajeva (RUS)                 | London         |
| 2007 | 4,91   | Jelena Isinbajeva (RUS)                 | Saint-Denis    |
| 2008 | 5,05   | Jelena Isinbajeva (RUS)                 | Peking         |
| 2009 | 5,06   | Jelena Isinbajeva (RUS)                 | Zürich         |
| 2010 | 4,89   | Jennifer Suhr (ZDA)                     | Des Moines     |